# Зосима (Балин)
Епископ Зосима (в миру Максим Анатольевич Балин; род. 3 декабря 1975, Омск, РСФСР) — архиерей Русской православной церкви, епископ Магнитогорский и Верхнеуральский. Наместник Свято-Никольского монастыря в деревне Большекулачье (2013—н.в.)
Тезоименитство — 17 (30) апреля (память преподобного Зосимы Соловецкого).

## Биография
В 1981—1990 годах обучался в средней школе № 75 города Омска, в 1990—1992 годах обучался в Омском епархиальном духовном училище, и нёс послушание иподиакона у архиепископа Омского Феодосия (Процюка).
В 1992—1994 годах обучался в Московской духовной семинарии. В 1994—1995 годах был трудником в Никитском монастыре города Переславля-Залесского.
В 1996 году окончил школу работающей молодежи № 2 города Омска. В 1996—2001 годах обучался в Омском государственном педагогическом университете, а затем в 2001—2004 годах — в Томской духовной семинарии.
26 марта 2003 года в Казанском храме Богородице-Алексеевского монастыря города Томска епископом Томским Ростиславом (Девятовым) пострижен в монашество с именем Зосима в честь преподобного Зосимы Соловецкого.
4 декабря 2003 года в Богоявленском кафедральном соборе города Томска тем же архиереем рукоположен в сан иеродиакона.
27 октября 2004 года направлен в Южно-Сахалинскую епархию в миссионерскую командировку. 7 июня 2006 года почислен за штат Томской епархии, а 15 июня принят в клир Южно-Сахалинской епархии и назначен штатным клириком Воскресенского кафедрального собора города Южно-Сахалинска.
5 апреля 2009 года в Воскресенском кафедральном соборе города Южно-Сахалинска епископом Южно-Сахалинским Даниилом (Доровских) рукоположен в сан иеромонаха.
В сентябре 2010 года назначен руководителем епархиального молодёжного отдела и братства святителя Иннокентия Московского. 1 марта 2011 года назначен на должность руководителя епархиального отдела по тюремному служению с освобождением от должности руководителя молодёжного отдела. Как штатный священник Воскресенского собора окормлял приписанные к собору храмы великомученика Георгия Победоносца в Охотском и Успения Пресвятой Богородицы в Малькове, а также храм святителя Луки Крымского при больнице ОАО «Российские железные дороги».
9 декабря 2011 года почислен за штат Южно-Сахалинской епархии с правом перехода в Омскую епархию, в этом же месяце принят в клир Омской епархии.
В сентябре 2012 года был зачислен в Общецерковную аспирантуру и докторантуру на кафедру внешних церковных связей.
2 октября 2013 года решением Священного Синода назначен на должность игумена (наместника) Никольского мужского монастыря в деревне Большекулачье Омской области. Нёс послушание председателя отдела Омской епархии по монастырям и монашеству и благочинного монастырей Омской епархии.
27 апреля 2014 года в Никольском монастыре митрополитом Омским и Таврическим Владимиром (Икимом) возведён в сан игумена.
12 января 2016 года в связи подписанием соглашения о сотрудничестве в духовно-нравственной сфере между Омским государственным педагогическим университетом и Омской епархией, митрополитом Владимиром (Икимом) назначен духовным наставником для данного университета.
В 2017 году назначен преподавателем гомилетики в Омской духовной семинарии, нёс послушание духовника православного спортивно-патриотического клуба «Десантник».
С 2018 года — член общественного Совета при УФСИН Омской области.
16 июля 2020 года получил диплом об окончании магистратуры по программе "Теология. Церковно-государственные отношения" в Омском государственном университете им. Ф.М. Достоевского.

### Архиерейство
28 декабря 2018 года решением Священного синода избран викарием Омской епархии с титулом «Азовский».
30 декабря 2018 года в Успенском кафедральном соборе города Омска митрополитом Омским и Таврическим Владимиром (Икимом) был возведён в сан архимандрита.
3 января 2019 года в Тронном зале храма Христа Спасителя в Москве наречён во епископа Азовского.
8 января 2019 года в Успенском соборе Московского Кремля состоялась его хиротония, которую совершили: патриарх Кирилл, митрополит Омский и Таврический Владимир (Иким), митрополит Истринский Арсений (Епифанов), митрополит Сингапурский и Юго-восточно-азиатский Сергий (Чашин), архиепископ Егорьевский Матфей (Копылов), епископ Дмитровский Феофилакт (Моисеев), епископ Воскресенский Дионисий (Порубай), епископ Исилькульский и Русско-Полянский Феодосий (Гажу), епископ Калачинский и Муромцевский Петр (Мансуров), епископ Тарский и Тюкалинский Савватий (Загребельный), епископ Бронницкий Парамон (Голубка).
22 января 2019 года на заседании Архиерейского совета Омской митрополии назначен председателем созданной тогда же коллегии Омской митрополии по попечению о молодёжи.
26 декабря 2019 года Святейший синод постановил епископу Азовскому Зосиме быть преосвященным Магнитогорским и Верхнеуральским.